# Александр Канторов (піаніст)
Алекса́ндр Канторо́в (фр. Alexandre Kantorow; нар. 20 травня 1997, Клермон-Ферран, Франція) — французький піаніст, володар I премії та гран-прі XVI Міжнародного конкурсу імені П. І. Чайковського (2019).

## Біографія
Александр Канторов народився сім'ї музикантів: батько — Жан-Жак Канторов — французький скрипаль і диригент, мати — скрипалька. Коли Александру було 2 роки, сім'я переїхала до передмістя Парижа Монморансі.
Александр почав вчитися гри на фортеп'яно у віці 5 років в консерваторії Сержи-Понтуаз із Домініком Кімом (у класі якого займався до восьми років). Наступні три роки навчався у Консерваторії X округу Парижа (Консерваторії ім. Гектора Берліоза). У 11 років розпочав навчання у П'єра Алена Волонда, який 1983 року став лавреатом Міжнародного конкурсу імені Королеви Єлизавети. Продовжив заняття в Schola Cantorum у Ігоря Лазька, потім у Паризькій консерваторії у Франка Брале та Харуко Уеда. Станом на сьогодні навчається у французькій приватній консерваторії École normale de musique de Paris у Парижі в класі Рени Шерешевської.
2019 року отримав першу премію, золоту медаль та гран-прі XVI Міжнародного конкурсу імені П. І. Чайковського, у фіналі виконавши Другий концерт для фортеп'яно з оркестром Чайковського та Другий концерт для фортеп'яно з оркестром Брамса. Став першим французом в історії конкурсу Чайковського, який здобув на ньому перемогу.

## Творчість
Александр Канторов розпочав активну концертну діяльність у юному віці. У 16 років був запрошений на фестиваль «Божевільний день» у Нанті та Варшаві, де виступав із симфонічним оркестром Sinfonia Varsovia.
З тих пір піаніст співпрацює з багатьма відомими оркестрами (серед них Осакський філармонічний оркестр (з Оґюстеном Дюме), Льєзький філармонічний оркестр, Національний симфонічний оркестр Тайваню, Національний філармонійний оркестр Колумбії, Національний оркестр Капітолію Тулузи) і стає учасником престижних фестивалів (Фестиваль Ла-Рок-д'Антерон, Фестиваль Шопена в Парижі, Piano aux Jacobins). У віці 17-ти років виступав у Паризькій філармонії у супроводі Оркестра Падлу, у 18 дав сольний концерт у будинку Фонду Луї Віттон. Виступає на сценах провідних концертних залів: Консертгебау в Амстердамі, Концертгаус у Берліні, Центрі витончених мистецтв у Брюсселі та ін.

## Дискографія
- 2014, січень — Sonates françaises
- 2015, червень — Liszt: Piano Concertos & Malédiction
- 2017, квітень — А la russe з творами Чайковського, Рахманінова, Стравінського та Балакірєва.
- 2019, квітень — Saint-Saëns — Piano Concertos Nos 3, 4 & 5 «l'Egyptien»